# Hamburguesa vegetal
La hamburguesa vegetal, vegetariana o vegana es una variante de la hamburguesa tradicional que evita la carne picada para emplear productos vegetales idóneos para los vegetarianos o veganos. Se emplean en su elaboración productos como tofú, seitán o lentejas entre otros. Este tipo de hamburguesas es cada vez más popular en las cadenas de restaurantes de comida rápida como alternativa a las hamburguesas clásicas con carne.

## Historia
Las hamburguesas, que son la base de la hamburguesa vegetal, han existido en la cocina euroasiática durante milenios, siendo preparadas en forma de albóndigas, discos o Koftas.
El origen de la hamburguesa vegetariana no está muy bien definida, no obstante, se cuenta que fue creada en Londres en 1982 por Greg Sams, quién la llamó VegeBurger, vendiendo 2000 paquetes de hamburguesas en las 3 primeras semanas tras el lanzamiento.

## Presentación
La hamburguesa es un sándwich de legumbres que puede ser frita o asada, usualmente es presentada en un pan ligero partido y acompañada por aros de cebolla, hojas de lechuga, rodajas de tomate, brote de soja, encurtidos, queso vegetal y papas fritas. Se suele aliñar con salsa de tomate, guacamole, mostaza, mayonesa vegana o salsa picante.

Hamburguesas vegetales
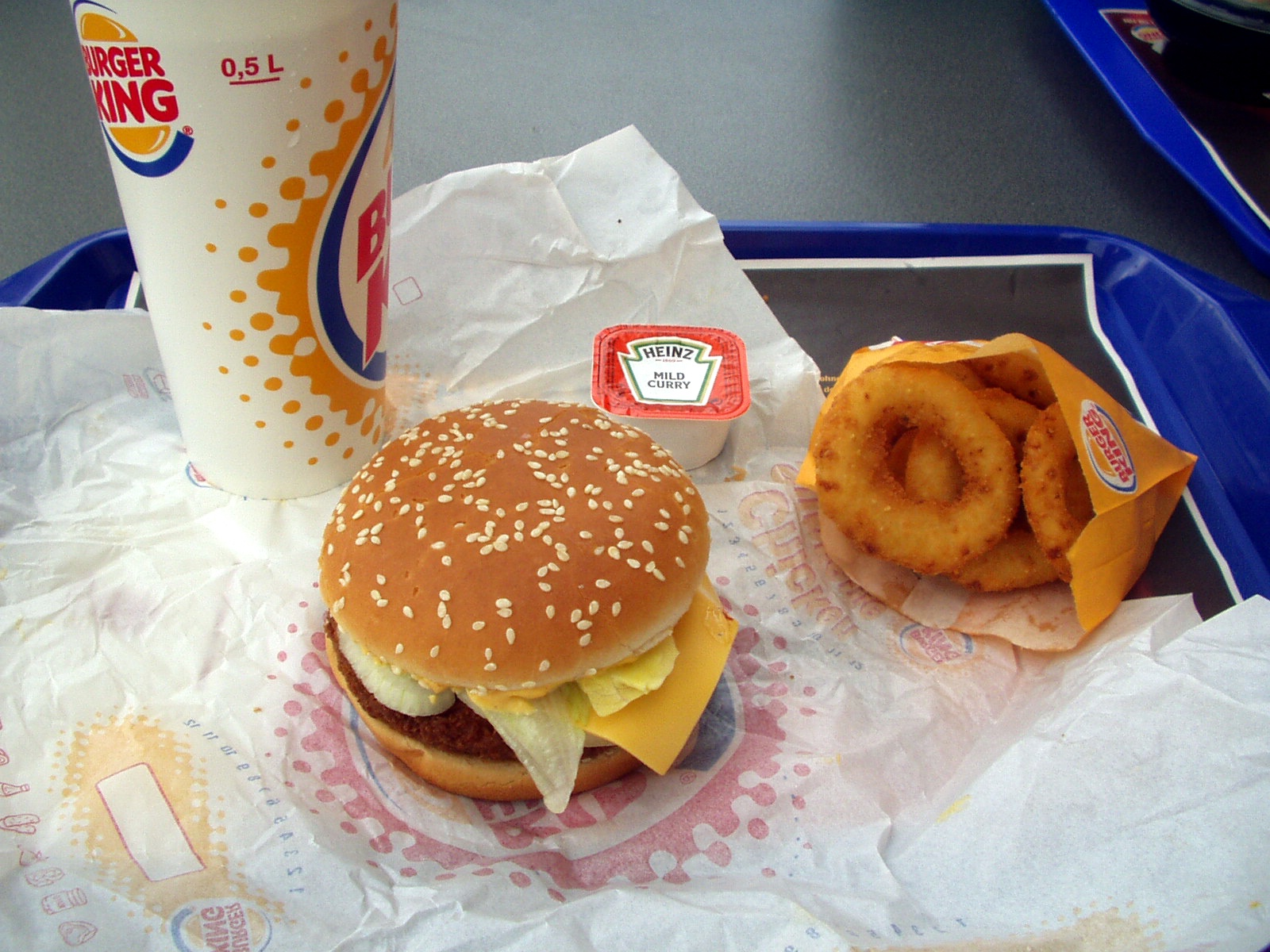
Combo de Burger King que incluye una hamburguesa vegana en Alemania.
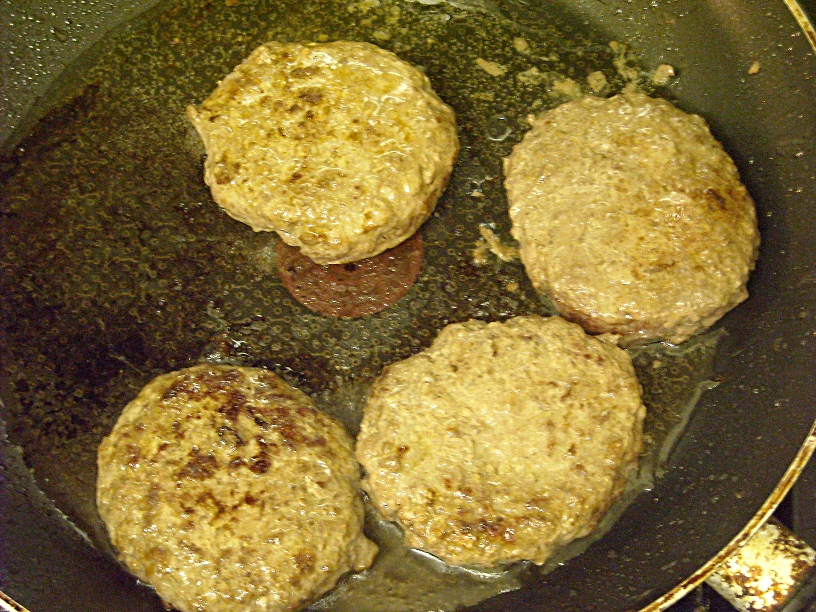
Hamburguesas vegetarianas preparadas con frijoles
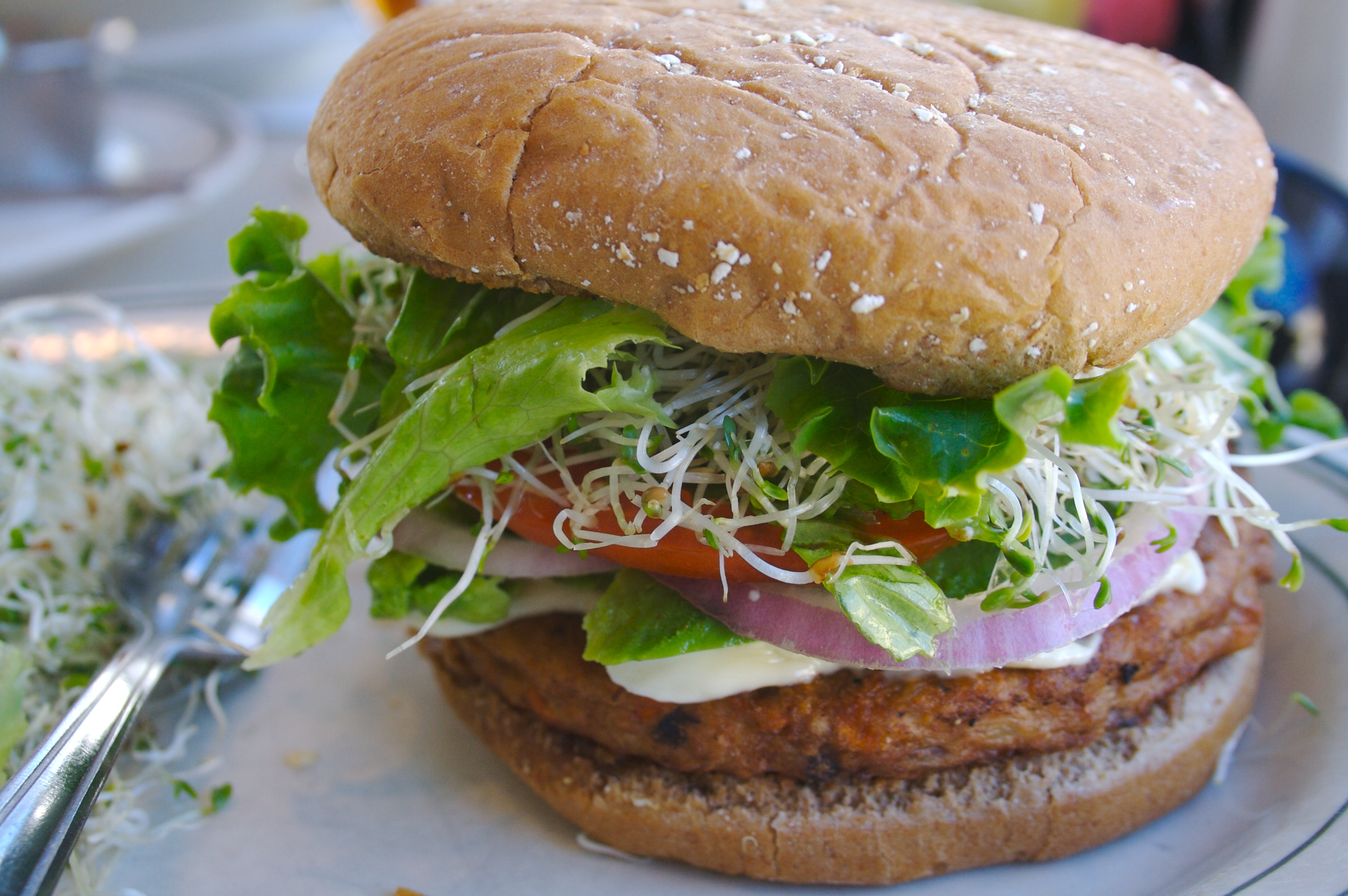
Hamburguesa vegana con topping de vegetales
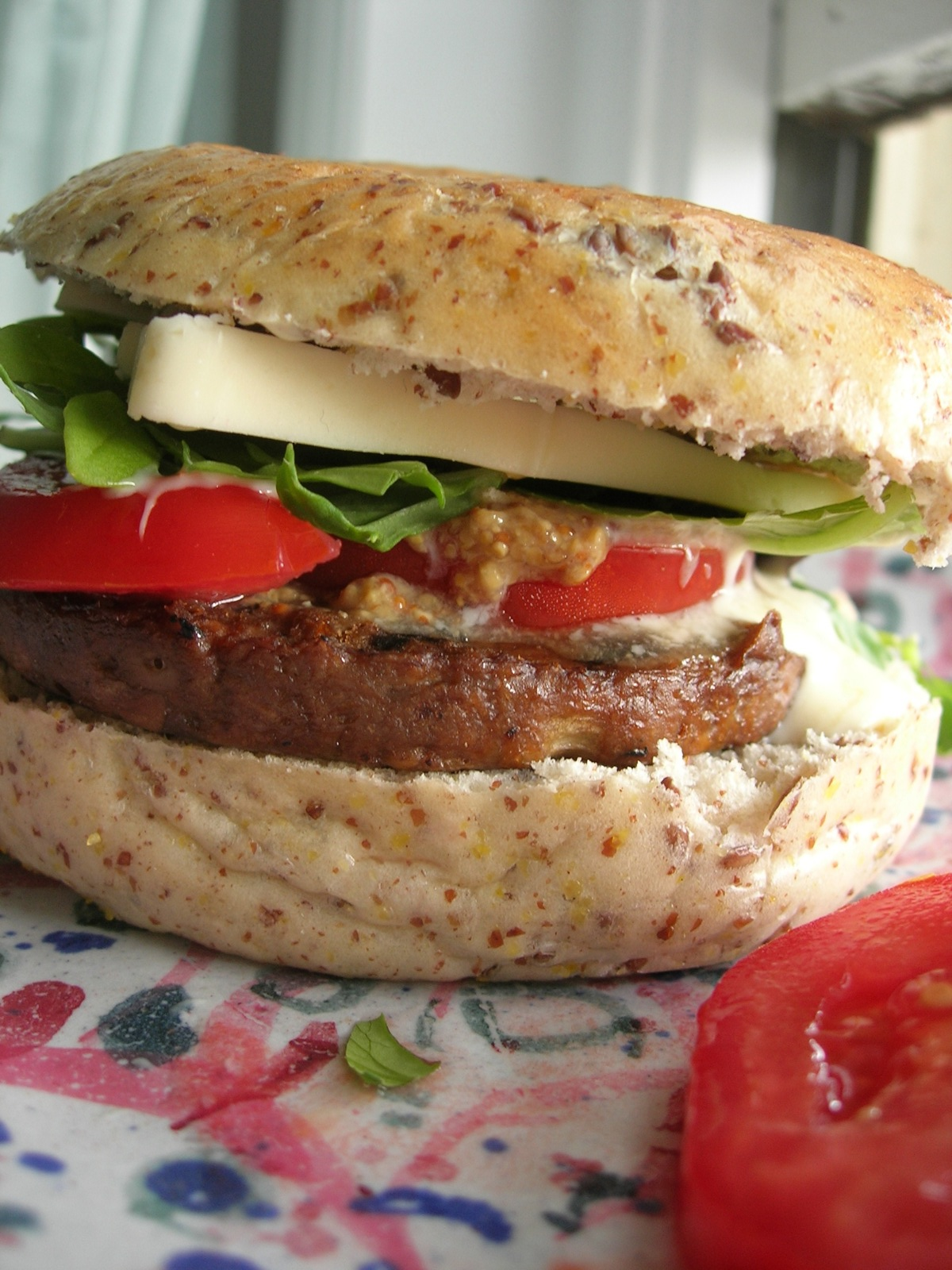
Hamburguesa vegetariana preparada con pan de lino, queso de soja, lechuga, mostaza, tomate y una hamburguesa